# Chikkamalalavadi, Kunigal
Chikkamalalavadi là một làng thuộc tehsil Kunigal, huyện Tumkur, bang Karnataka, Ấn Độ.